# Òscar March i Llanes
Òscar March i Llanes (Tornabous, Urgell, 1965 — Tàrrega, 2006) fou un polític català.

## Biografia
Es crià a Tornabous. Graduat Social per la Universitat de Lleida i president de l'Agrupació Cultural Esbart Albada, de Tàrrega. Fou militant de la Joventut Nacionalista de Catalunya i membre del Comitè Comarcal de Convergència Democràtica de Catalunya d'Urgell, conseller nacional de CDC i expresident de la Joventut Nacionalista de Catalunya (JNC) de Lleida. Fou regidor de l'ajuntament de Tornabous el 1987-1991 i senador de la circumscripció de Lleida en substitució de Joan Horaci Simó i Burgués a les eleccions generals espanyoles de 1996. De 1999 a 2000 fou vocal en la Comissió d'Afers Exteriors del Senat d'Espanya.